# 大貝雷茲內

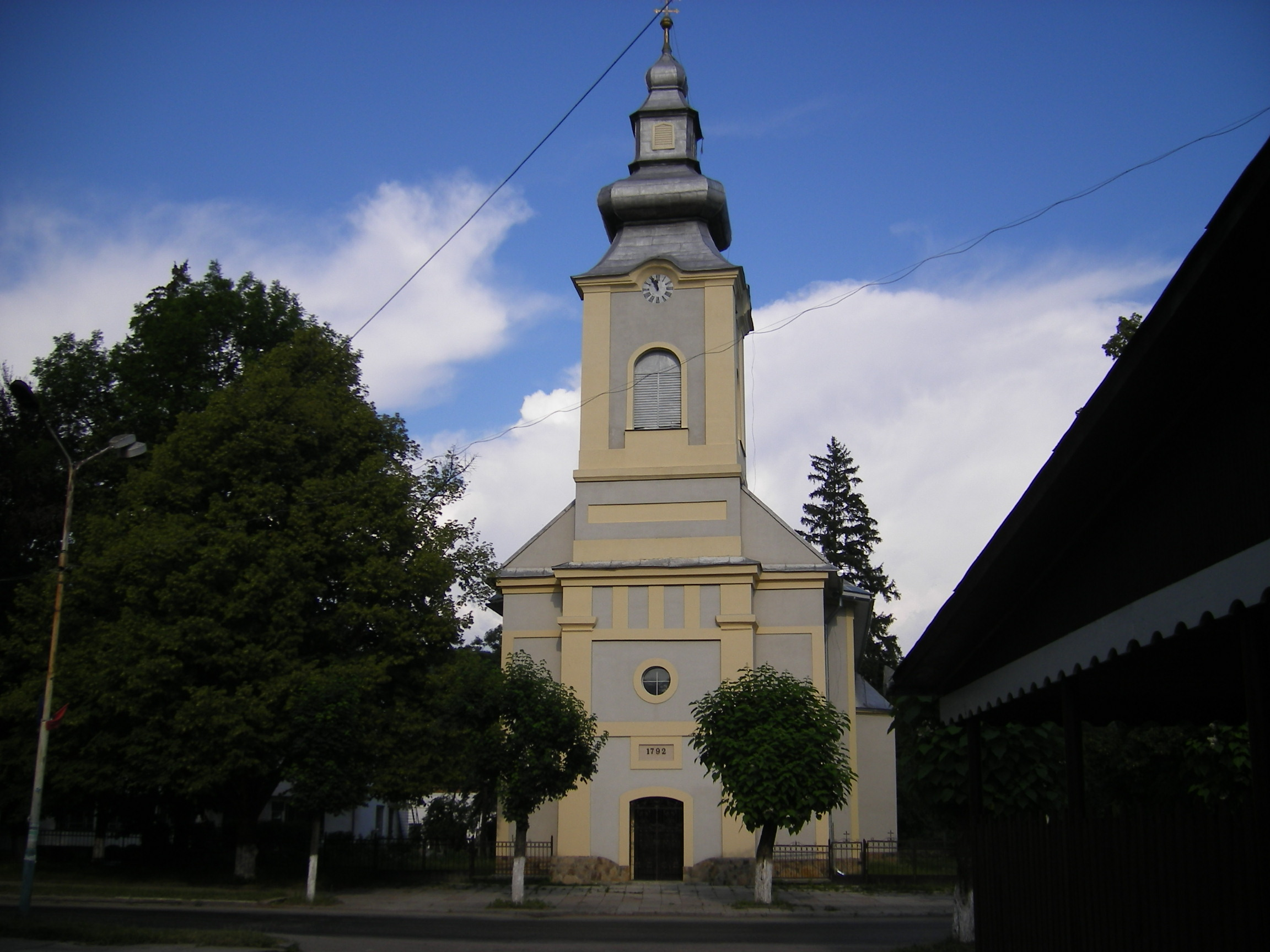
天主教堂

大贝雷兹内（烏克蘭語：Великий Березний），又按俄语名译为大别廖兹内，是烏克蘭西部外喀爾巴阡州烏日霍羅德區大贝雷兹内市镇的鎮及行政中心。處於烏日河畔，始建於1409年，面積4.1平方公里，海拔高度210米，2022年人口7,713。